# Хамір Сінґх
Хамір Сінґх (гінді राणा हम्मीर सिंह; д/н — 1364) — магарана Мевару в 1326—1364 роках.

## Життєпис
Походив з династії Гухілотів, молодшої гілки Рана (відома як Сесодія). Онук Лакшмі, рани Сесодії. Син Арі Сінґха, спадкоємця трону, та Урміли (доньки Чандаана Чаухана, раджи Келвара). Народився 1302 року. 1303 року його дід та батько загинули під час облоги Читтору військами делійського султана Алауддіна Хілджі. Тоді ж загинув магаранвал Ратнасімха, з яким припинилася старша гілка Гухілотів та Меварське князівство. Врятувався лише Аджай Сінґх, стрийко Хамір Сінґха.
1314 року Хамір Сінґх відзначився під час боротьби проти Мунджа балечу, раджи Годвара, який замався грабіжництвом. Вражений стрийко передав небожеві владу в князівстві Сесодія. 1316 року після смерті Алауддіна Хілджі, скориставшись внутрішнім послабленням делійського султанату, розпочав низку військових кампанії проти Маладеви Сонагара, магараджі Джалора, якому тепер належали основні землі Мевару.
Він зробив кілька спроб захопити Читтор (столицю Мевару), але невдало, через що його ресурси скоротилися, і багато вояків залишили Хаміра. Тоді він, бажаючи дати відпочинок своїм людям і перегрупуватися, припинив атаки та разом із вояками, що залишилися, здійснивши паломництво до Дварки (південний захід Гуджарату). За цим уклав шлюб з Сонгарі, донькою Маладеви, що викликало невдоволення султана Ґіятх ал-Діна Туґлака, який відняв Мевар у Маладеви.
1326 року за допомогою Баруджі з клану Сауда зміг відвоювати Читтор та відновити Меварське князівство. Невдовзі завдав поразки своєму швагеру — Джайзі Сонгара, магараджі Джалора. Останній втік до Делі, спонукаючи султана Мухаммада бін Туґлака виступити проти Хамір Сінґха. Султанське військо було переможено в битві при Сінголі. За цим Хамір відвоював міста Аджмер, Рантхамбором, Нагаур і Суеспур. Цьому сприяло протистояння Мухаммад бін Туґлак потужному вторгненню чагатайського війська хана Ільчиґідая. Приймає титул магарана (на кшталт магараджа).
Подальше послаблення султанату протягом 1330—1337 років сприяло тому, що Хамір Сінґх разом з союзниками звільнив Раджастан від влади Делі, ставши фактично незалежним володарем. В наступні роки відбувалися сутички з султанськими військами, що корінним чином не змінювало ситуацію.
Помер Хамір Сінґх 1364 року. Йому спадкував старший син Кшетра Сінґх.